# Каштелойнш (Тондела)
Каштелойнш (порт. Castelões) — район (фрегезия) в Португалии, входит в округ Визеу. Является составной частью муниципалитета Тондела. Находится в составе крупной городской агломерации Большое Визеу. По старому административному делению входил в провинцию Бейра-Алта. Входит в экономико-статистический субрегион Дан-Лафойнш, который входит в Центральный регион.
Население составляет 1768 человек на 2001 год. Занимает площадь 16,89 км².